# 珀尔斯
珀尔斯是奥地利施蒂利亚州尤登堡县的一个市镇。总面积33.52平方公里，总人口2686人，人口密度80.1人/平方公里（2005年）。